# Карбони, Андреа (футболист)
Андреа Карбони (итал. Andrea Carboni; род. 4 февраля 2001, Соргоно, Сардиния) — итальянский футболист, защитник клуба «Монца».

## Клубная карьера
Карбони — воспитанник клубов «Тонара» и «Кальяри». 23 июля 2020 года в матче против СПАЛа он дебютировал в итальянской Серии A.